# Resolution 1236 des UN-Sicherheitsrates
Resolution 1236 des UN-Sicherheitsrats wurde am 7. Mai 1999 unter Hinweis auf die vorangegangenen Resolutionen des Sicherheitsrates zu Osttimor (384 und 389) und die Resolutionen der Generalversammlung 1514 (XV), 1541 (XV), 2625 (XXV) und die Resolutionen der Generalversammlung betreffs der Osttimorfrage, insbesondere Resolution 37/30 angenommen. Damit beschlossen die Vereinten Nationen, dass ein Unabhängigkeitsreferendum in Osttimor über dessen Zukunft abgehalten werden soll.

## Hintergrund
1974 hatte Indonesien die bisherige Kolonie Portugiesisch-Timor besetzt, als diese sich im Prozess zur Entlassung in die Unabhängigkeit befand. Seitdem herrschte ein Guerillakrieg zwischen Osttimoresen und Indonesiern, die das Land völkerrechtswidrig 1975 annektierten. Direkt und indirekt starben durch die Besetzung 183.000 Menschen. 1999 vereinbarten die ehemalige Kolonialmacht Portugal und Indonesien ein Unabhängigkeitsreferendum über die Zukunft des Landes durchzuführen. Doch bereits Anfang 1999 begannen pro-indonesische Milizen (Wanra) durch Gewalt die Bevölkerung einzuschüchtern.

## Die Resolution

Symbol auf dem Wahlschein für die völlige Unabhängigkeit Osttimors

Symbol auf dem Wahlschein für die Autonomie innerhalb Indonesiens

Der Sicherheitsrat begrüßt das Ergebnis der Gespräche zwischen den Regierungen Portugals und Indonesiens unter Federführung des Generalsekretärs der Vereinten Nationen, die am 5. Mai 1999 in New York zur Vereinbarung eines Unabhängigkeitsreferendum in Osttimor führten (S/1999/513, Annex I). Ebenfalls begrüßt werden die Vereinbarungen zwischen den Vereinten Nationen und den Regierungen Indonesiens und Portugals über die Sicherheitsmaßnahmen (S/1999/513, Annex III) und die Modalitäten für eine Volksbefragung der Osttimoresen durch eine direkte Abstimmung (S/1999/513, Annex II).
Der Rat nimmt den Bericht des Generalsekretärs (S/1999/513) und seine Besorgnis über die Sicherheitslage in Osttimor zu Kenntnis. Daher begrüßt der Rat den Plan des Generalsekretärs, so schnell wie möglich zur Unterstützung der Vereinbarungen eine Präsenz der Vereinten Nationen in Osttimor aufzubauen. Dort soll das Referendum über die Annahme oder Ablehnung des Autonomievorschlags, entsprechend der Vereinbarungen, am 8. August 1999 durchgeführt werden. Zivile Polizisten sollen entsandt werden zur Beratung der indonesischen Polizei in Osttimor und zum Schutz der Wahlurnen beim Transport zu und von den Wahllokalen.
In der Zeit zwischen der Bekanntgabe des Ergebnisses des Referendums und dem Beginn dessen Umsetzung (Autonomie innerhalb Indonesiens oder Unabhängigkeit) soll eine adäquate Präsenz der Vereinten Nationen in Osttimor aufgebaut werden. Der Rat betont die Verantwortung Regierung Indonesiens zur Erhaltung des Friedens und Sicherheit in Osttimor, um die Abstimmung fair und friedlich abhalten zu können und zum Schutz des UN- und anderem internationalen Personals. Die Wichtigkeit der Unterstützung durch die Regierung Indonesiens wird betont.
Der Rat begrüßt die Einrichtung eines Fonds zur freiwilligen Finanzierung der UN-Präsenz in Osttimor durch die Mitgliedstaaten der Vereinten Nationen und fordert diese dazu auf.

## Folgen
Mit der Resolution 1246 wurde die Entsendung von Polizisten und militärischen Personals nach Osttimor beschlossen. Mit der Resolution 1257 des UN-Sicherheitsrates musste infolge der sich verschlechternden Situation in Osttimor das Referendum auf den 30. August 1999 verschoben werden. In ihm entschied sich eine deutliche Mehrheit der Osttimoresen für die Unabhängigkeit von Indonesien, was zu einer letzten Gewaltwelle durch die Wanra und indonesische Sicherheitskräfte führte. 2.000 bis 3.000 Menschen kamen ums Leben, etwa drei Viertel der Bevölkerung Osttimors war auf der Flucht oder wurde vertrieben. Mit der Resolution 1264 des UN-Sicherheitsrates entschied sich der Sicherheitsrat daher zur Entsendung einer militärischen Eingreiftruppe (INTERFET). Osttimor kam bis zur Entlassung in die Unabhängigkeit 2002 unter UN-Verwaltung (UNTAET).